# ボニーのブランチ
『ボニーのブランチ』（英：Bonnie's Brunch、中：邦妮的早午餐）は、台湾のゲームソフト開発会社Funnylabが開発したアクションゲーム。iOS、Windows Phone、Android用ソフトとして配信されたが、このうちiOS版は配信を終了している。後にニンテンドー3DS向けにリメイクが行われ『ブランチ☆パニック!』（英：Brunch Panic、中：邦妮早午餐）のタイトルで発売された。

## 概要
旅にあこがれる主人公の少女ボニーが、誕生日に祖父からプレゼントされたキッチンカーでパリへ向かい、旅先の人々にブランチ用の様々な軽食を販売する。ゲームの中では、操作媒体のタッチパネルでドラッグ操作などをして調理や客への料理提供を行い、制限時間内にできるだけ多くの売り上げ（得点）を得ることを目指す。
キャラクターが発する声は『ボニーのブランチ』では全て英語だが、『ブランチ☆パニック!』ではボニーの声をかかずゆみが、ボニーの祖父（おじいちゃん）の声を大橋隆昌が演じるなど、日本人声優が全キャラクターを担当している。これらの音声は、日本版以外のニンテンドー3DS向けにもそのまま用いられている。
シリーズ作品として『ボニーのブランチ2』（英：Bonnie's Brunch 2、中：邦妮早午餐2）が2012年11月29日に、『ボニーのお菓子』（英：Bonnie's Sweet Treats、中：邦妮甜點樂）が2014年8月13日に、それぞれiOS向けに発売されたが、現在はいずれも配信を終了している。

## システム
ゲーム内には5つのワールド（地域）があり、それぞれ10のステージが含まれている。画面上部では客が次々と現れて注文を行い、画面下部には食材や調理器具などが並んでいる。ステージが進行するごとに、新たな客の種類や新たな食材、調理器具が順次追加される。
調理時には画面下の皿の上に食材を載せていく。この際、載せる順番は関係ない。調理器具を用いて作る食材は完成までに少し時間がかかる。調理を失敗した場合は画面左下にある回収ボックスまでドラッグすることで処分できる。
店には後述のように全部で10のタイプに分かれた客が一度に最大4人まで登場し料理を注文する。客に注文どおりの料理を提供すると代金を支払い立ち去る。一部の客は登場時や料理提供時に特殊な効果を周囲の客に与える。
客の種類ごとに待ち時間が設定されており、時間切れになると注文をキャンセルして帰ってしまう。一方で、料理を素早く提供すると、通常の代金に加えてチップが上積みされる。ゲームの中盤以降から画面左下に設置される「キャンディマシン」からキャンディを取り出して客に与えることで待ち時間が少し回復するが取り出すまでには長めの時間を要する。
客から代金を得るごとに画面上部の「ノルマメーター」が上昇していく。メーターには区切り部分が3箇所あり、越えた箇所の数は、営業時間（制限時間）終了後の評価画面で星印として表示される。一方、区切り部分を一つも越えられなかった場合はステージをもう一度やり直すことになる。
5ステージごとに「ラッシュステージ」が行われる。このステージは列を成した客たちに対し順番に料理を提供していく形式で、通常ならば作るのに時間がかかる食材がすぐに完成する。
『ブランチ☆パニック!』では、ボニーのキッチンカーの色合いやパーツを変更できる「コーディネートモード」がある。各デザインはゲーム内で特定の条件を満たすごとに解禁される。

## 客
客の名称と担当声優は『ブランチ☆パニック!』のもの。
おねえさん (Jogging girl)
声：七瀬亜深
ヘッドフォンを装着してジョギングを楽しむ女性。
おじょうちゃん (Little girl)
声：林沙織
子犬を抱えた少女。ミルクをよく注文する。待ち時間が長め。
おとこのこ (Little boy)
声：林沙織
風船を手に持った少年。待ち時間が長め。
サラリーマン (Businessman)
声：三浦勝之
スマートフォンを手にしたIT企業勤めの男性。コーヒーをよく注文する。
おばあちゃん (Granny)
声：花村晃子
編み物好きの老齢女性。位置についてから注文するまでの時間が他の客よりも長い。待ち時間も長め。
キング☆スター (KING☆STAR)
声：粟津貴嗣
往年の大スターのようないでたちをした男性。短気な性格で、待ち時間が短め。
セレブ (Celebrity)
声：花村晃子
高級感のある服飾を身につけた有名な女性。登場すると他の客の待ち時間が回復する。
シェフカワゴメ (Food commentator)
声：本田裕之
テレビ番組によく出演している料理評論家。料理を素早く提供すると他の客の待ち時間が回復するが、時間切れになるとその場にいる全員が帰ってしまう。待ち時間が短め。
学者さん (Physicist)
声：本田裕之
タイムマシンの研究に勤しむ老齢の学者。注文後に考え事をし、注文内容が定期的に見えなくなる。
くちゃいおっちゃん (Stinky Joe)
声：粟津貴嗣
周囲に強い臭いを漂わせる中年男性。現れると他の客の待ち時間の減少スピードが速くなる。待ち時間が長め。